# Jamal Walton
Jamal Walton (ur. 25 listopada 1998) – kajmański lekkoatleta specjalizujący się w biegach sprinterskich, rekordzista kraju na dystansie 400 metrów.
W 2014 triumfował na mistrzostwach Ameryki Środkowej i Karaibów juniorów oraz nie ukończył biegu półfinałowego podczas juniorskich mistrzostw świata w Eugene. Czwarty zawodnik mistrzostw świata juniorów młodszych (2015). W tym samym roku stanął na najwyższym stopniu podium mistrzostw panamerykańskich juniorów oraz zdobył srebro młodzieżowych igrzysk Wspólnoty Narodów. Dwa lata później ponownie wywalczył mistrzostwo podczas mistrzostw panamerykańskich do lat 20.
Wielokrotny medalista CARIFTA Games.

## Osiągnięcia
| Rok  | Impreza                                           | Miejsce   | Konkurencja             | Lokata     | Wynik |
| ---- | ------------------------------------------------- | --------- | ----------------------- | ---------- | ----- |
| 2014 | Mistrzostwa Ameryki Środkowej i Karaibów juniorów | Morelia   | bieg na 400 metrów      | 1. miejsce | 47,01 |
| 2014 | Mistrzostwa świata juniorów                       | Eugene    | bieg na 400 metrów      | półfinał   | DNF   |
| 2015 | IAAF World Relays                                 | Nassau    | sztafeta 4 × 200 metrów | eliminacje | DNF   |
| 2015 | Mistrzostwa świata juniorów młodszych             | Cali      | bieg na 400 metrów      | 4. miejsce | 45,99 |
| 2015 | Mistrzostwa panamerykańskie juniorów              | Edmonton  | bieg na 400 metrów      | 1. miejsce | 46,09 |
| 2015 | Igrzyska Wspólnoty Narodów młodzieży              | Apia      | bieg na 400 metrów      | 2. miejsce | 46,46 |
| 2016 | Mistrzostwa świata juniorów                       | Bydgoszcz | bieg na 400 metrów      | półfinał   | 46,61 |
| 2017 | Mistrzostwa panamerykańskie juniorów              | Trujillo  | bieg na 200 metrów      | eliminacje | 21,39 |
| 2017 | Mistrzostwa panamerykańskie juniorów              | Trujillo  | bieg na 400 metrów      | 1. miejsce | 44,99 |

## Rekordy życiowe
- Bieg na 200 metrów – 20,57 (27 kwietnia 2017, Miramar) rekord Kajmanów
- Bieg na 400 metrów – 44,99 (21 lipca 2017, Trujillo) rekord Kajmanów